# Il ranch delle tre campane
Il ranch delle tre campane (South of St. Louis) è un film del 1949 diretto da Ray Enright.
È un western statunitense con Joel McCrea, Alexis Smith e Zachary Scott.

## Produzione
Il film, diretto da Ray Enright su una sceneggiatura di Zachary Gold e James R. Webb, fu prodotto da Milton Sperling per la United States Pictures e girato nei Warner Brothers Burbank Studios a Burbank, California, da fine maggio a fine luglio 1948. Il brano della colonna sonora Too Much Love fu composto da Ray Heindorf e Ralph Blane.

## Distribuzione
Il film fu distribuito negli Stati Uniti il 12 marzo 1949 (première a Brownsville il 1º marzo 1949) dalla Warner Bros.
Altre distribuzioni:
- in Svezia il 3 ottobre 1949 (Söder om S:t Louis)
- in Finlandia il 3 febbraio 1950 (St. Louisista etelään)
- in Danimarca il 1º maggio 1950 (Vestens musketerer)
- in Francia il 1º settembre 1950 (Les chevaliers du Texas)
- in Portogallo il 16 marzo 1951 (Mercadores de Intrigas)
- in Germania Ovest il 19 maggio 1951 (Konterbande) (Südlich von St. Louis)
- in Austria l'11 dicembre 1951 (Konterbande)
- in Spagna il 12 ottobre 1953
- in Belgio (De ridders van Texas)
- in Belgio (Les chevaliers du Texas)
- in Brasile (Mercadores de Intrigas)
- in Spagna (Al sur de San Luis)
- in Grecia (Treis ippotai tis Kolaseos)
- in Italia (Il ranch delle tre campane)
- negli Stati Uniti (Distant Drums)

## Critica
Secondo il Morandini il film è "ricco d'azione e di colpi di scena" e più contare su una sceneggiatura con diversi spunti originali e su un gruppo di personaggi ben delineati.